# Stepan Chalturin (film)
Stepan Chalturin (Степан Халтурин) è un film muto del 1925 diretto da Aleksandr Viktorovič Ivanovskij.